# Eduard Meyer (Politiker)
Eduard Meyer war ein deutscher Politiker im Freistaat Lippe.

## Leben
Eduard Meyer absolvierte ein Lehramtsstudium in Berlin. 1905 wurde er Mitglied des Corps Holsatia Berlin. Nach Abschluss des Studiums und der Promotion zum Dr. phil. wurde er Studienrat in Detmold. Von 1925 bis 1933 saß er als Abgeordneter der DNVP im Lippischen Landtag. In der frühen Reihe Herr Schnurzel und Herr Putzke, die von 1929 bis 1930 im Detmolder Volksblatt erschien, hat ihn Felix Fechenbach den (langen) Meyer glossiert.